# گرستورپ
گرستورپ (به سوئدی: Grästorp) یک منطقهٔ مسکونی در سوئد است که در بخش گرستورپ واقع شده‌است. گرستورپ ۲٫۲۵ کیلومتر مربع مساحت و ۲٬۹۶۹ نفر جمعیت دارد.